# Жадный богач
«Жадный богач» — советский кукольный мультфильм 1980 года, поставленный на студии ТО «Экран» режиссёром Алексеем Соловьёвым по сценарию Сергея Михалкова, написанному по его же стихотворному переводу армянской народной сказки «Жадный Вартан».

## Сюжет
Высокомерный и скупой купец приходит к скорняку и приносит ему одну овечью шкуру. Он хочет, чтобы портной сшил ему из этого шапку. Скорняк оказывается не против, ведь в этом нет ничего сложного. Но богач вскоре меняет свои планы и просит сшить из шкуры две, три, четыре, а то и семь шапок.
Тем временем появляется скоморох, который смеясь над глупостью и наивностью богача, решает подшутить над ним. Он уверяет покупателя в том, что для скорняка сшить семь шапок из маленькой овечьей шкурки — не проблема. На это скорняк растерянно соглашается, отчего купец остаётся в восторге. Но когда на следующий день заказчик приходит за готовыми изделиями, то в истерике видит лишь семь маленьких шапочек, которые даже на нос не налезут. Так жадному богачу досталось поделом.

## Над фильмом работали
- Автор сценария: Сергей Михалков
- Режиссёр: Алексей Соловьёв
- Художник-постановщик: Марина Зотова
- Художники-мультипликаторы: Мария Карпинская, Ольга Дегтярёва, Ольга Прянишникова
- Оператор: Иосиф Голомб
- Звукооператор: Виталий Азаровский
- Куклу изготовил: А. Дегтярёв
- Роли озвучил: Вячеслав Невинный
- Монтажёр: Светлана Симухина
- Редактор: Любовь Стефанова
- Директор: Е. Бобровская